# 기아 EV6
기아 EV6는 기아 최초의 EV 전용 모델이다.

## EV6 (2021년8월~현재)
2021년 3월 9일부터 3월 15일까지 티저 이미지 및 내외장 디자인 공개 후 2021년 8월 2일 정식 출시됐다. E-GMP를 기반으로 개발한 기아의 전용 전기차 라인업 중 첫 모델로, 새로운 디자인 철학 ‘오퍼짓 유나이티드'가 반영됐으며, 3.5초의 0-100km/h 가속시간(GT 모델 기준), 800V 충전이 가능한 급속 충전 시스템, Vehicle To Load(V2L) 기능 등이 특징이다.

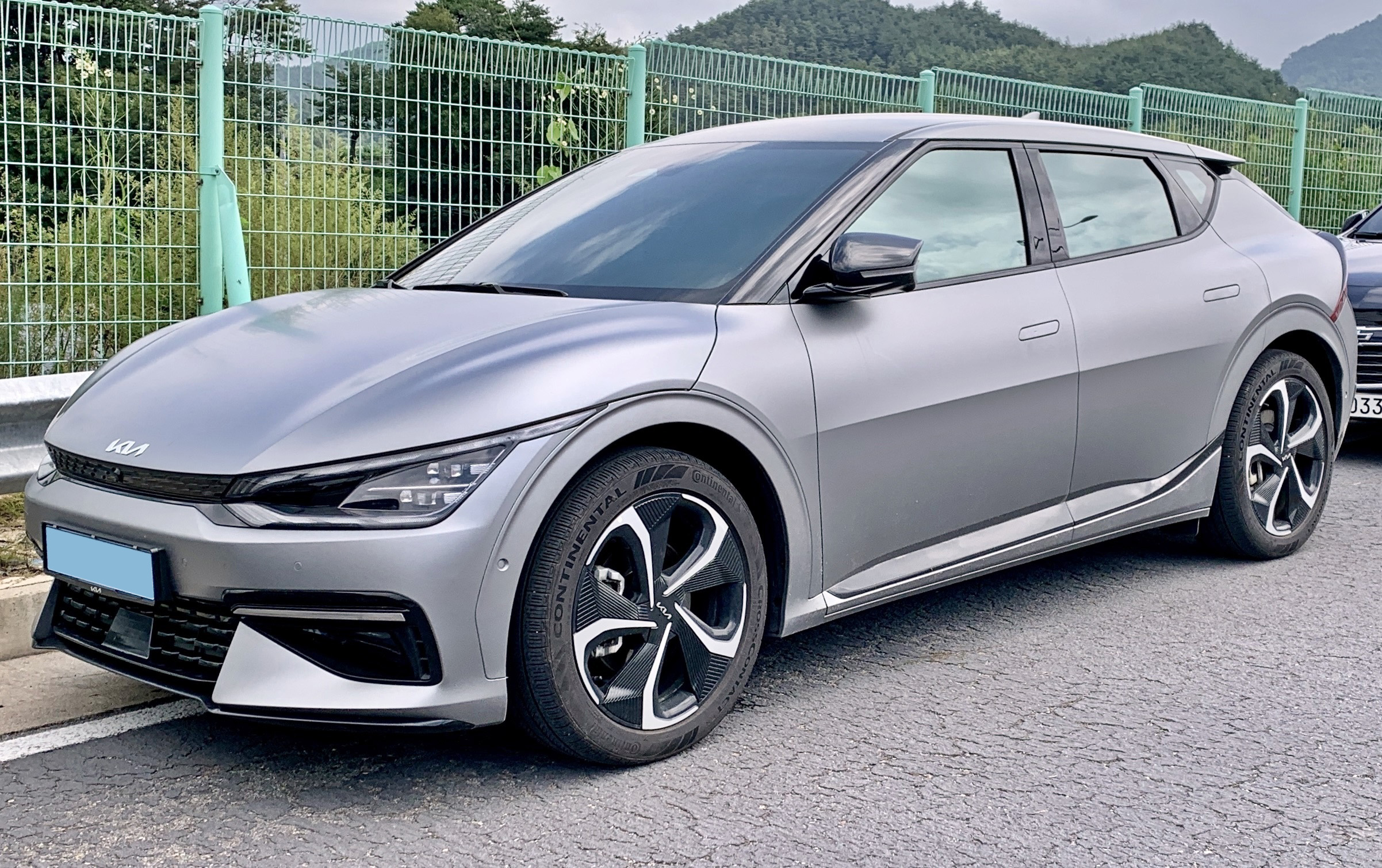
EV6 GT-라인

전면부는 디지털 타이거 페이스가 주간 주행등과 어우러져 세련되고 다이내믹한 느낌을 주며, 전면 범퍼 하단에 위치한 공기 흡입구는 EV6를 시각적으로 넓게 보임과 동시에 하이테크한 이미지를 강조했다. 또한, 액티브 에어 플랩이 적용돼 공기의 흐름을 효율적으로 제어해 공기저항을 감소시킨다. 측면부는 후드부터 스포일러까지 간결하고 예리하게 다듬어진 라인과 사이드 하단부터 리어 휠하우스를 관통해 테일 램프까지 이어지는 다이내믹 캐릭터가 돋보인다. 특히 다이내믹 캐릭터는 유선형의 상단 바디와 하이테크한 느낌을 주는 하단 바디의 상반된 조형을 절묘하게 교차시켜 혁신적인 디자인으로 이끌었다. 후면부의 경우 스포일러는 윙타입 루프 스포일러와 함께 최적의 공력성능을, 리어 LED 클러스터 램프는 빛을 매개체로 독특한 패턴을 적용해 미래지향적인 느낌을, 리어 범퍼의 하단 부분은 유광 블랙 하이그로시로 마감해 다이내믹한 존재감을 구현했다.
내장 디자인은 파노라믹 커브드 디스플레이를 적용해 시각적 확장감을 극대화했으며, 내비게이션 화면 하단에는 인포테인먼트/공조 전환 조작계를, 센터콘솔 전면부에는 시트 및 스티어링 열선 등 터치식 버튼을 배치하여 운전자 사용성을 최우선적으로 고려했다. 시트는 얇고 가벼우면서도 독창적이고 미래지향적인 디자인으로 적용됐다. 또한, 520ℓ(VDA 기준)의 트렁크 공간과 함께 여유로운 실내 공간성을 구현했으며, 2열 시트를 접을 경우 최대 1,300ℓ까지 추가 확보가 가능하다. 더불어 메리디안의 프리미엄 사운드 시스템을 적용해 자연스럽고 생동감 있는 음향을 제공한다.
시프트 레버는 컬럼 + 로터리 혼합식인 아이오닉 5와 달리, 니로 EV처럼 다이얼식이 달린다.
EV6는 도어 포켓, 크래시패드 무드조명 가니쉬, 친환경 공정 나파가죽 시트 등에 친환경 소재를 적용했다. 또한 대한민국 자동차 업계 최초로 영국 카본 트러스트(The Carbon Trust)사의 제품 탄소발자국(Product Carbon Footprint) 인증을 획득했다.
니로와 더불어 전기택시로도 간간히 쓰인다.

### 제작 과정
E-GMP 플랫폼 기반으로 배터리와 구동모터를 포함한 전/후면부 모두 모듈 형태로 제작된다. 배터리는 셀을 모듈 단위로 통합한 배터리 팩으로 구성되었으며, 기존 전기차 대비 에너지 밀도를 10% 개선했다. 또한, 고전압 배터리와 보조 배터리를 모두 충전하는 통합 충전 시스템(ICCU) 모듈 적용됐다. 이 외에도 PE 시스템, 구동 모터 내부 코일에 적용된 헤어핀 권선 기술 등이 적용됐다.
EV6의 모든 부품은 모듈 형태로 각 생산 라인을 거쳐 최종 조립라인으로 이동하며, EV6의 골격을 만드는 프레스 공정, 총 9가지 색상 선택이 가능한 도장 공정, 모듈 조립 공정 등으로 이뤄진다. 배터리 모듈의 조립 과정은 로봇을 이용해 자동으로 이뤄진다. 로봇은 차체와 배터리의 결합된 상태를 확인하고 비전 센서를 이용해 볼트를 체결한다. 전륜 모듈, 헤드라이트 모듈, 대시보드 모듈 등 이후의 과정도 모듈화로 진행된다.
다양한 전장 기능이 포함된 EV6는 공정 후반에 검수 과정이 이뤄지며 휠의 정렬, 헤드라이트와 센서의 작동 여부 등으로 구성된다. 마지막에는 조립상태, 도장상태를 전문가가 오감을 통해 확인한다.

### 라인업
| 구분 | 롱 레인지         | 스탠다드  |
| ---- | ----------------- | --------- |
| EV6  | 에어 어스 GT-Line | 에어 어스 |

### 제원
| 구분                  | 스탠다드 2WD | 스탠다드 4WD | 롱레인지 2WD            | 롱레인지 4WD            |
| --------------------- | ------------ | ------------ | ----------------------- | ----------------------- |
| 전장(mm)              | 4,680        | 4,680        | 4,680 (GT-Line : 4,695) | 4,680 (GT-Line : 4,695) |
| 전폭(mm)              | 1,880        | 1,880        | 1,880 (GT-Line : 1,890) | 1,880 (GT-Line : 1,890) |
| 전고(mm)              | 1,550        | 1,550        | 1,550                   | 1,550                   |
| 휠베이스(mm)          | 2,900        | 2,900        | 2,900                   | 2,900                   |
| 배터리 용량(kWh)      | 58.0         | 58.0         | 77.4                    | 77.4                    |
| 모터 최고 출력(kW/ps) | 125/170      | 173/235      | 168/229                 | 239/325                 |
| 모터 최대 토크(Nm)    | 350          | 605          | 350                     | 605                     |

## EV6 GT (2022년10월~2024년 11월)
2022년 10월 4일 출시됐다. EV6 GT는 EV6의 고성능 버전으로, 높은 성능의 모터와 고출력 배터리를 조합해 역대 최고 수준의 동력성능을 갖췄다. 또한, 기본 모델보다 크기/성능을 향상시킨 전륜 모노블럭 4피스톤 캘리퍼를 적용했으며, 전륜 스트럿링 및 후륜 러기지 플로어 보강바 등 차체를 강화했다. 더불어, 랙 구동형 파워 스티어링과 가변 기어비 기술을 통해 속도에 따른 조향 응답성을 최적화했다.
디자인의 경우 GT 전용 21인치 휠과 네온 컬러 캘리퍼가 돋보이며, 후면부 범퍼 하단에 차량 하부 공기의 흐름을 최적화해 가속을 돕는 디퓨저를 적용했다. 실내는 D컷 스티어링 휠 탑재 및 GT 모드 버튼, 시트 등 네온 컬러를 입혔다. 또한 회생제동 사용을 극대화하는 RBM 기능이 적용된 GT 모드 및 기아 최초의 드리프트 모드가 적용됐다.

### 제원
| 구분                  | EV6 GT                                 |
| --------------------- | -------------------------------------- |
| 전장(mm)              | 4,695                                  |
| 전폭(mm)              | 1,890                                  |
| 전고(mm)              | 1,545                                  |
| 휠베이스(mm)          | 2,900                                  |
| 배터리 용량(kWh)      | 77.4                                   |
| 모터 최고 출력(kW/ps) | 430/585                                |
| 모터 최대 토크(Nm)    | 740                                    |
| 적용 타이어           | 21인치                                 |
| 전비(km/kWh)          | 3.90(복합) / 4.2(도심) / 3.6(고속도로) |
| 0-100km(초)           | 3.5                                    |

### 더 뉴 EV6
2024년 5월 2일에 기아가 더 뉴 EV6의 티저 이미지를 공개했다. 더 뉴 EV6는 신규 패밀리룩인 스타맵 시그니처 라이팅을 반영한 주간 주행등을 적용했다.
2024년 5월 14일에 차량 공개와 동시에 계약을 시작했다.
EV6의 전면부는 현대적인 대비(Modern Contrast)를 콘셉트를 바탕으로 전면부가 많이 바뀌었는데 라이트가 아래로 꺾어지며 EV5와 비슷하게 바뀌었다. 후면부는 거의 바뀌지 않은 대신 테일램프 그래픽, 범퍼 디테일 위주로 부분변경이 됐고 중앙에 있던 후진등은 2쪽으로 나눠 배치했다.

신규 스티어링 휠, 12.3인치 ccNC 인포테인먼트, 지문인증 기능, 차로 유지 보조2, 원격 스마트 주차 보조2, 측방 주차 거리 경고, 전/측방 주차 충돌방지 보조, 빌트인 캠2, 증강현실 내비게이션, 디지털 키2, 디지털 센터 미러, 전동식 틸트&텔레스코픽 스티어링 휠이 적용됐다.

EV6 외장 색상은 스노우 화이트 펄, 인터스텔라 그레이, 오로라 블랙 펄, 글래시어, 문스케이프 매트 그레이, 요트 블루, 런웨이 레드 와 신규로 아이보리 매트 실버가 추가 됐다.
내장 색상으로는 미디움 그레이, 그린&라이트 그레이, 토피 브라운이 추가 되어 총 4가지 색상을 선택할 수 있다.

### GT-Line
고성능 모델인 GT의 디자인 요소를 적용해 일반 모델과 차이를 두는 GT 라인으로 2024년 5월 14일에 일반 모델과 같은 날 출시됐다.
2023년형 연식변경부터 나파가죽 시트가 기본으로 들어가며, 내장재와 시트에 스웨이드가 포함된 스웨이드 컬렉션을 선택할 수 있다.
GT 라인 외장 색상은 스노우 화이트 펄, 오로라 블랙 펄, 런웨이 레드 등에 울프 그레이, 요트 매트 블루가 추가 되어 총 5종의 외장 색상을 선택할 수 있고, 내장 전용 색상인 블랙&화이트가 적용된다.

### 더 뉴 EV6 GT(2024년 11월~ 현재)
2024년 11월 26일, EV6 GT의 상품성 개선모델인 '더 뉴 EV6 GT'의 계약이 시작됐다.
더 뉴 EV6 GT는 고성능 특화 사양을 새롭게 적용하고 판매 가격을 동결한 것이 특징으로 전·후륜 모터 성능을 합산 최고 출력 448kW(609마력), 최대 토크 740Nm(75.5kgfm)로 향상하고, 런치 컨트롤, 가상 변속 시스템(VGS) 등을 추가했다. 런치 컨트롤 작동 시 전·후륜 모터 성능은 합산 최고 출력 478kW(650마력), 최대 토크는 770Nm(78.5kgf·m)로 더욱 높아지며 제로백이 3.5초가 나온다. 84kWh(킬로와트시) 4세대 고전압 배터리를 탑재했으며 1회 충전 주행가능거리는 355㎞이다.
전자제어 서스펜션(ECS)과 전자식 차동제한 장치(e-LSD)가 기본 적용되었으며 전용 스웨이드 스포츠 버켓시트에 파워 시트 기능이 추가됐고 운전 자세 메모리 시스템, 이지 억세스 기능이 적용됐다.
워크 어웨이 락, 증강현실 내비게이션, 기아 디지털 키 2, 빌트인 캠 2, 후진연동 자동하향 아웃사이드 미러 등의 편의 사양이 기본 탑재된다.
외장 컬러는 스노우 화이트 펄, 오로라 블랙 펄, 런웨이 레드, 울프 그레이, 요트 매트 블루 등 5종이며 실내는 블랙&네온 단일 컬러로 운영된다.

## 통합충전제어장치(ICCU)
통합충전제어장치(ICCU) 소프트웨어 오류로 저전압 배터리 충전을 할 수 없어 주행 중 차량이 갑자기 멈출 위험성이 있다. 미국 에서는 더 많은 차가 리콜했다.

## 사진

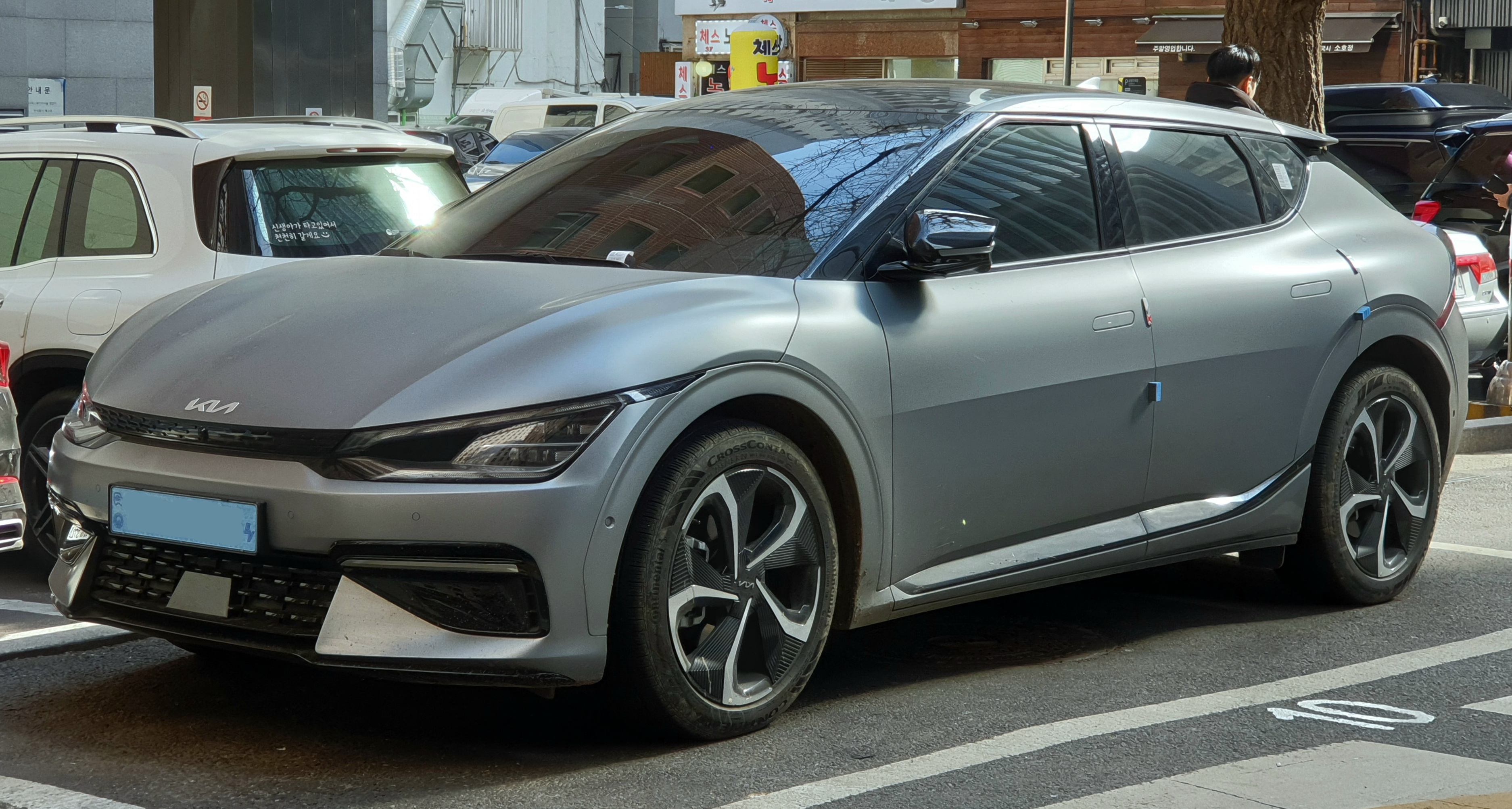
EV6 GT-Line 전면
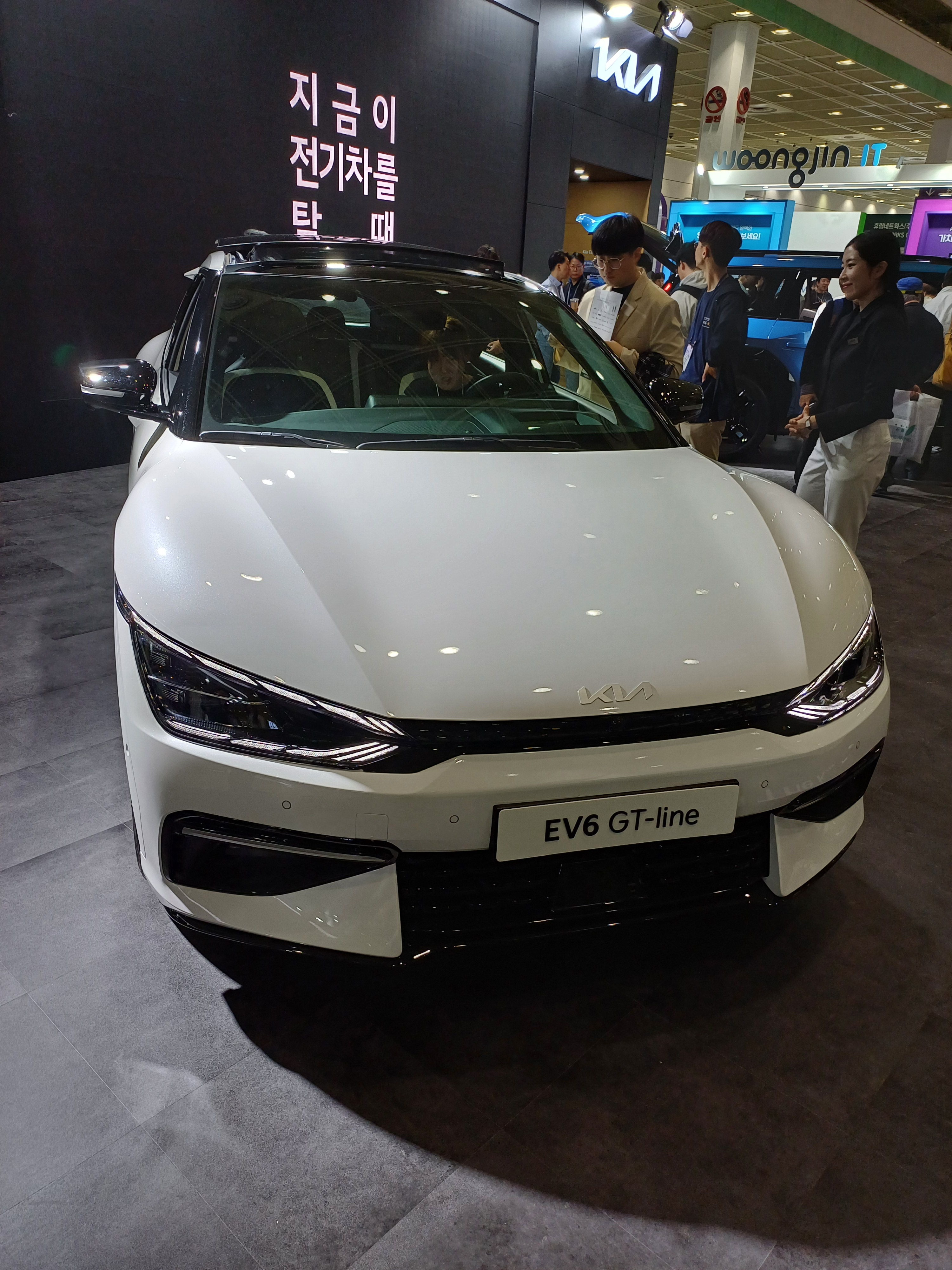
EV6 GT-Line 전면 2
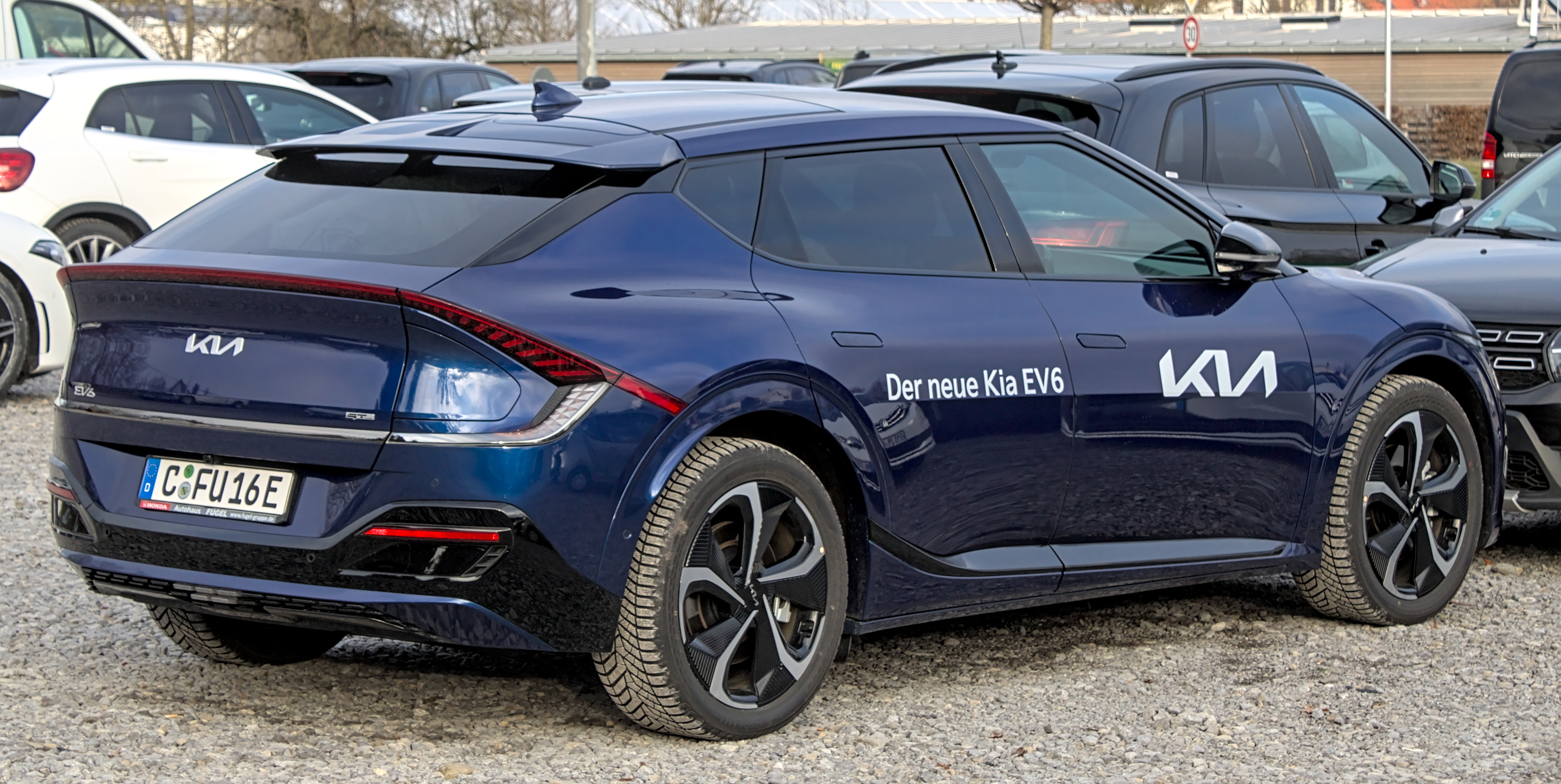
EV6 GT-Line 뒷면
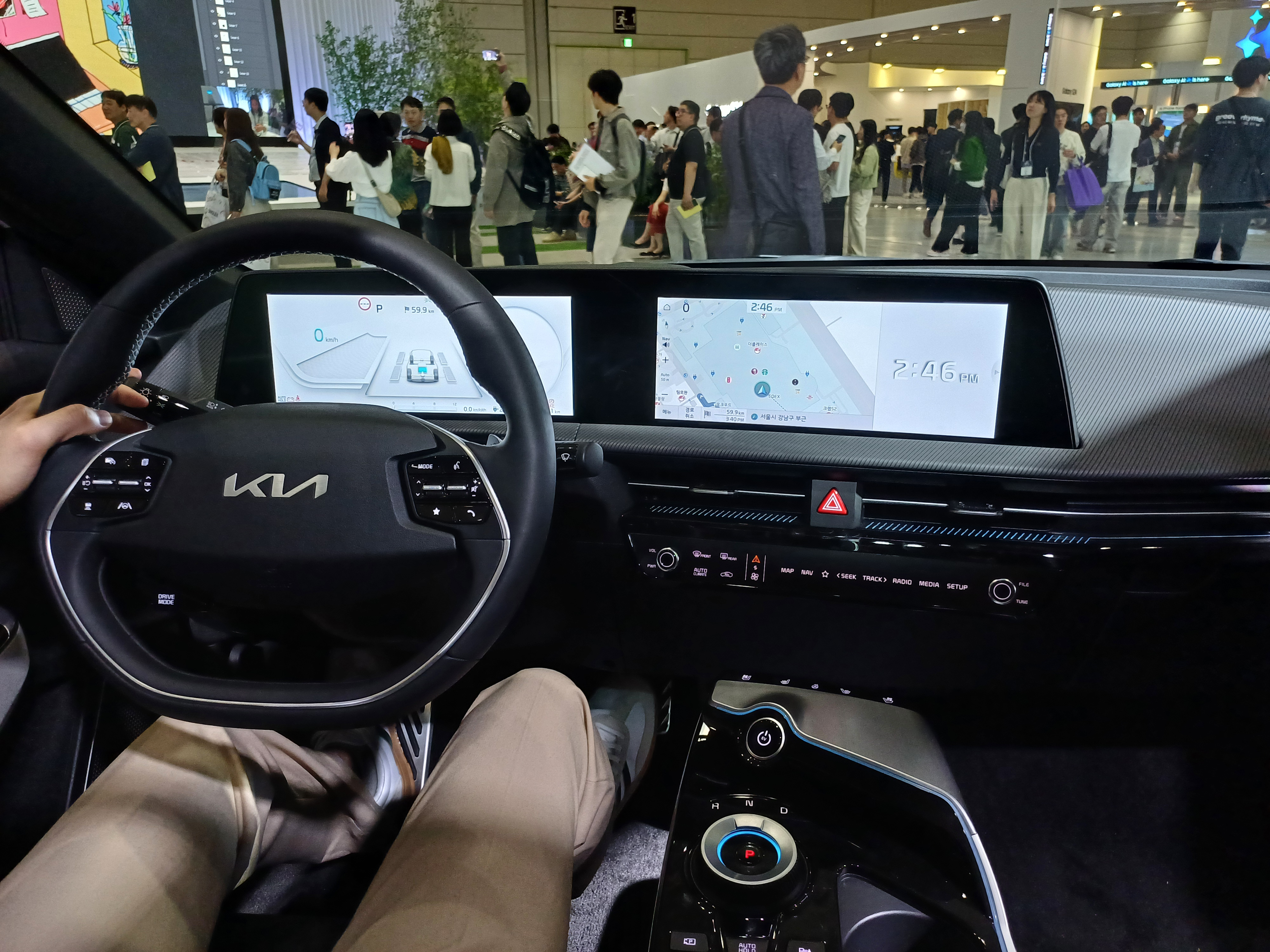
EV6 GT-Line 운전석

## 수상 이력
- 2021년 탑기어 어워드 - 올해의 크로스오버
- 2021년 굿디자인 어워드 - 운송 디자인 부문
- 2022년 유럽 올해의 차
- 2022년 아일랜드 올해의 차
- 2022년 영국 'What Car?' 어워드 - 올해의 차
- 2022년 독일 올해의 차 프리미엄 부문 1위
- 2022년 레드닷 어워드 - 제품 디자인 부문 최우수상
- 2022년 iF 디자인 어워드 제품 부문
- 2022년 대한민국 올해의 차
- 2023년 인도 올해의 차
- 2023년 카 앤 드라이버 10 BEST 트럭 및 SUV
- 2023년 북미 올해의 차 - SUV 부문
- 2025년 미국 카 앤 드라이버 <2025 에디터스 초이스 어워즈> - '콤팩트 전기 SUV' 부문

## 같이 보기
- 기아
- 아이오닉 5
- V2L
- SUV
- E-GMP
- 전기자동차
- 기아 스팅어